# Церковь Николая Чудотворца «Красный звон»
Це́рковь Никола́я Чудотво́рца «Кра́сный звон» (или у кра́сных колоколо́в) — православный храм в Китай-городе в Москве. Относится к Иверскому благочинию Московской епархии Русской православной церкви, имеет статус приписного храма при храме Богоявления Господня бывшего Московского Богоявленского монастыря. Название происходит от красивого звона колоколов храма, в числе которых был колокол с изображением трех лилий, с буквами L. Т., с пометою 1673 годом и с неразборчивою латинскою надписью, предположительно взятый царём Алексеем Михайловичем в качестве трофея во время Польской войны. В настоящее время колокол находится в музее «Коломенское».
Главный престол храма освящён в честь Рождества Пресвятой Богородицы, северный придел — во имя Зосимы и Савватия Соловецких, южный придел — во имя Николая Чудотворца (не действует).

## История
Первое упоминание каменной церкви относится к 1561 году. В 1626 году погорела, после чего была обновлена. В 1691 году она опять была обновлена на средства купца Григория Твердикова, но всё-таки продолжала сохранять характер постройки XVI века.
Храм был известен тем, что рядом с его алтарём была захоронена голова Алексея Соковнина — начальника Конюшенного приказа, который в 1697 году участвовал в заговоре против Петра I и был за это четвертован на Болотной площади. Его родственники вытребовали останки, но они уже были отправлены властями в «убогий дом», поэтому была погребена с почестями лишь отсечённая голова.
В 1854 году старая церковь с её приделами была разобрана, и на её месте в 1858 году купцом Василием Антоновым Поляковым выстроен нынешний храм, освящённый 2 ноября. Автор здания неизвестен, но им мог быть либо составитель сметы архитектор Александр Шестаков или Николай Козловский, по проекту которого был построен иконостас.
22 февраля 1923 году храм был передан маргинальной обновленческой группе «Свободная трудовая церковь», которую возглавляли Иоанникий (Смирнов) и поэт-анархист Александр Святогор. Формально причиной передачи храма послужило несоблюдение договора аренды. Снискав славу странного и подозрительного движения, привлекавшего к себе «разный сброд», проводившего митинги «самого базарного уровня» и пользовавшегося у верующих авторитетом «весьма слабым», СТЦ просуществовала примерно до 1925 года.
В конце 1929 года храм окончательно закрыт, здание было запланировано к слому, но снесено не было, в нём расположили конторы советских учреждений. В 1955—1969 годах здание отремонтировали, окна замуровали, расположили в нём электроподстанцию и включили его в комплекс зданий ЦК КПСС. К 1990 году здание пришло в упадок, купола проржавели, стены покрылись трещинами. В 1991 году по решению Моссовета храм возвращён Русской православной церкви. В 1993 году было учреждено Патриаршее подворье в Китай-городе. Отреставрированный храм вновь освящён 19 декабря 1996 года.
В последние годы в храме были проведены ремонтно-восстановительные работы, воссоздан интерьер, полностью уничтоженный в годы лихолетья, восстановлен ярус звона колокольни, для которой в 2002 году приобретены семь новых колоколов, отлитых на Урале. В 2003 году воссоздан резной иконостас.
В центральной части храма (престол во имя Рождества Пресвятой Богородицы) возобновлены регулярные богослужения, в левом приделе (восстановлен частично) во имя преподобных Зосимы и Савватия Соловецких совершается таинство крещения. Правый придел (святителя Николая Чудотворца) по-прежнему остаётся занятым трансформаторной подстанцией, несмотря на ходатайства верующих вернуть храму его исконное назначение. Не хватает средств и на завершение наружных ремонтно-реставрационных работ.
В 2001—2003 годах для храма были написаны Ченстоховская икона Божией Матери, иконы царственных страстотерпцев, священномучеников митрополита Серафима Чичагова и протоиерея Константина Голубева (Богородского), святой праведной Анны.
Перед единственной дошедшей с дореволюционных времён иконой святителя Николая Чудотворца — главной святыней храма — читается акафист.

## Галерея
- Фотография из альбома издателя Н. А. Найдёнова. 1882